# Щелкун глазчатый
Глазчатый щелкун (лат. Alaus oculatus) — один из видов щелкунов.

## Распространение
Глазчатый щелкун распространён на территории восточной части Соединённых Штатов, от Квебека (провинция Канады) до Флориды (штат США) и на запад Техаса и Южной Дакоты (штаты).

## Описание

### Имаго
Имаго 25—45 мм длиной. Тело имеет удлинённую и уплощённую форму. Щелкун глазчатый имеет одну особенность, на переднеспинки расположены два чёрных пятна, в виде глазков, которые занимают третья часть от общей площади верхней части переднеспинки. Эти чёрные пятна окаймлены белой полоской, что чётко выражает огромные чёрные «глаза», эта черта помогает жукам спастись от некоторых хищников. Белые точки по всему телу, черные окаймлённые белой линией происходят благодаря окрашенным чешуйкам.

### Личинки
Проволочник в длину вырастает до 5 см в длину. Имеет сильно хитинизированное тело, от жёлтого до бурого цвета, три палы лап. Сегменты чётко выражены. Последние сегменты более тёмного (бурого) цвета, а также девятый сегмент снабжён зубцами, десятый сегмент имеет два анальных зубца, 10—12 шипов и щетину.

## Экология и местообитания
Он обитает в лиственных лесах и в районах с большим количеством деревьев с твёрдой породой, например, вишней, яблоней, но в особенности в местах с гниющими древесиной. Чаще личинок можно встретить на земле, где они питаются семенами, корнями и подземными стебельками растений. Развиваются в земле от двух до шести лет.
Жуки питаются нектаров цветков. Личинки — фитофаги, и являются вредителями культурных растений, к примеру, питаются корнями кукурузы, овощей и некоторых декоративных цветковых растений. Также личинки хищничают, питаясь личинками некоторых насекомых, которые вылупились в стволах вишни, яблони и дуба.

## Развитие
Самка откладывает яйца в почву, где вылупятся и медленно развивающиеся проволочники. Окукливание происходит в гнилой древесине, где и живёт сама личинка. Время лёта жуков — осень, и чаще встречаются в сентябре.